# بيرني فرازير (اقتصادي)
بيرني فرازير (بالإنجليزية: Bernie Fraser)‏ هو اقتصادي أسترالي، ولد في 26 فبراير 1941 في Junee ‏ في أستراليا.